# Mindreværdskompleks
I psykologi er et mindreværdskompleks en intens personlig følelse af utilstrækkelighed, hvilket ofte resulterer i troen på, at man på en eller anden måde er mangelfuld eller ringere end andre.
I psykologien blev udtrykket første gang brugt af den østrigske psykoanalytiker Alfred Adler (1870-1937). Han brugte det som et centralt begreb i individualpsykologien. Adler mente, at mange neurotiske symptomer kan spores tilbage til en overkompensation for en følelse af mindreværd. For eksempel kan personer, der føler sig ringere, fordi de er mindre end gennemsnittet (også kendt som Napoleonkomplekset), blive alt for optaget af, hvordan de ser ud over for andre. De kan bære specielle sko for at se højere ud, eller de kan omgive sig med personer, der er endnu mindre. Hvis en sådan adfærd drives til det ekstreme, bliver den til en neurose. Patienter med et mindreværdskompleks forsøger at blive anerkendt og rost, og de frygter ydmygelse.
Et mindreværdskompleks kan også medføre, at personen er tilbøjelig til opmærksomhedssøgende adfærd, overdreven konkurrence eller aggression - i et forsøg på at kompensere for vedkommendes reelle eller forestillede mangler.
Ethvert menneske kan føle sig ringere end andre på et eller andet tidspunkt i deres liv, men når følelsen i for høj grad påvirker dets adfærd og følelser, og når den forhindrer det i at leve et normalt liv, er mindreværdskomplekset for alvor til stede. Visse begivenheder i barndommen disponerer enkeltpersoner for at lide af det. Børn, der bliver ydmyget fysisk eller psykisk, kan let udvikle det.
Det sker tit, at disse personer udvikler forsvarsmekanismer for at kompensere for deres mindreværdskompleks: Nogle trækker sig tilbage i sig selv, nogle bliver mindre omgængelige, andre bliver vrede på alt og alle.